# رابرت لوپن
رابرت لوپن (انگلیسی: Robert LuPone; ۲۹ ژوئیهٔ ۱۹۴۶ – ۲۷ اوت ۲۰۲۲) بازیگر و مدیر هنری اهل ایالات متحده آمریکا بود. وی بین سال‌های ۱۹۷۰ تا ۲۰۱۹ میلادی فعالیت می‌کرد.

## زندگی شخصی و مرگ
لوپن تازمان مرگش در آتن، نیویورک ساکن بود. او با ویرجینیا رابینسون ازدواج کرد و تا زمان مرگ با او بود. آنها با هم صاحب یک پسر شدند. خواهر کوچکتر او پتی لوپن، بازیگر و خواننده است.
لوپن در ۲۷ اوت ۲۰۲۲ در بیمارستانی در آلبانی، نیویورک درگذشت. او ۷۶ ساله بود و به سرطان لوزالمعده مبتلا بود.

## بخشی از فیلم‌شناسی
- پالوکویل
- جاگ
- دورز
- در زیرزمین
- بازی‌های مسخره
- دنیایی دیگر
- نقطه فروپاشی